# Fuyuko Tachizaki
Pour les articles homonymes, voir Suzuki.
Fuyuko Tachizaki (鈴木芙由子, Tachzaki Fuyuko) née Suzuki le 13 janvier 1989 à Kitaakita, est une biathlète japonaise. Elle est la meilleure biathlète de son pays dans les années 2010.

## Biographie
Elle a commencé le biathlon au niveau compétitif en 2007 et est entrée dans l'équipe nationale rapidement. En ouverture de la saison 2009-2010 de Coupe du monde, elle inscrit ses premiers points avec une 19e place à l'individuelle. Elle participe ensuite aux Jeux olympiques de 2010, de 2014 et de 2018. Son meilleur résultat individuel est une 32e place à la poursuite en 2014.
Elle obtient son premier top 10 en Coupe du monde en 2016 à la mass start de Ruhpolding (10e).
Elle remporte la médaille de bronze du sprint des Championnats d'Europe 2018, qui sont ouverts aux non-européens. Elle surfe sur cette vague pour obtenir les meilleurs résultats de sa carrière en Coupe du monde en se classant cinquième puis quatrième à Holmenkollen en fin de saison.
Son mari Mikito Tachizaki est aussi biathlète de haut niveau.

## Palmarès

### Jeux olympiques d'hiver
| Édition / Épreuve | Individuel | Sprint | Poursuite | Mass start | Relais | Relais mixte                     |
| ----------------- | ---------- | ------ | --------- | ---------- | ------ | -------------------------------- |
| Vancouver 2010    | 53e        | 44e    | 54e       | —          | —      | Épreuve inexistante à cette date |
| Sotchi 2014       | 52e        | 39e    | 32e       | —          | 13e    | —                                |
| Pyeongchang 2018  | 76e        | 42e    | 56e       | —          | 17e    | —                                |
| Pékin 2022        | 27e        |        |           |            |        | 18e                              |

Légende :
- — : non disputée par Tachizaki
- : pas d'épreuve

### Championnats du monde
Son meilleur résultat individuel est une 18e place obtenue sur l'individuel de l'édition 2012 à Ruhpolding et la mass-start de l'édition 2015 à Kontiolahti.
| Édition / Épreuve       | Individuel | Sprint | Poursuite | Mass start | Relais | Relais mixte | Relais mixte simple              |
| ----------------------- | ---------- | ------ | --------- | ---------- | ------ | ------------ | -------------------------------- |
| Pyeongchang 2009        | 87e        | 95e    | —         | —          | 16e    | 20e          | Épreuve inexistante à cette date |
| Khanty-Mansiïsk 2011    | 78e        | 41e    | LAP       | —          | 17e    | 21e          | Épreuve inexistante à cette date |
| Ruhpolding 2012         | 18e        | 24e    | 35e       | 21e        | 15e    | 17e          | Épreuve inexistante à cette date |
| Nové Město 2013         | 71e        | 41e    | 58e       | —          | 22e    | 21e          | Épreuve inexistante à cette date |
| Kontiolahti 2015        | 33e        | 22e    | 24e       | 18e        | 20e    | 21e          | Épreuve inexistante à cette date |
| Holmenkollen 2016       | 21e        | 47e    | 44e       | —          | 19e    | 19e          | Épreuve inexistante à cette date |
| Hochfilzen 2017         | 49e        | 74e    | —         | —          | 20e    | 15e          | Épreuve inexistante à cette date |
| Östersund 2019          | 34e        | 39e    | 26e       | —          | 19e    | 15e          | 17e                              |
| Antholz-Anterselva 2020 | 34e        | 77e    | —         | —          | 21e    | 20e          | 13e                              |
| Pokljuka 2021           | 61e        | 59e    | 56e       | —          | 15e    | 20e          | 18e                              |

Légende :
- — : non disputée par Tachizaki
- : pas d'épreuve
- LAP : non terminée car un tour de retard

### Coupe du monde
- Meilleur classement général : 33e en 2016 et 2018.
- Meilleur résultat : 4e.

#### Classements annuels
| Année     | Classement général final |
| 2009-2010 | 79e                      |
| 2010-2011 | 95e                      |
| 2011-2012 | 56e                      |
| 2012-2013 | 73e                      |
| 2013-2014 | 59e                      |
| 2014-2015 | 39e                      |
| 2015-2016 | 33e                      |
| 2016-2017 | 62e                      |
| 2017-2018 | 33e                      |
| 2018-2019 | 39e                      |
| 2019-2020 | 61e                      |

### Championnats d'Europe
- Médaille de bronze du sprint en 2018.

### Jeux asiatiques
- Médaille d'argent de l'individuel en 2011.
- Médaille de bronze du relais en 2011.
- Médaille de bronze du relais mixte en 2017.

### IBU Cup
- 1 podium.